# Christoph Schunck
Christoph Schunck (* 28. Juli 1964; † 17. August 2001) war ein deutscher Kabarettist.
Er war das vierte von fünf Kindern von Irene Theresia Schunck (geb. Albacht) und Ferdi Schunck. Mit seiner Frau Kerstin hatte er eine Tochter.
Größere Bekanntheit als Kabarettist erreichte Schunck als langjähriger Bühnenpartner von Maximilian Osterritter. Mit dem Programm „Zwerge quälen“ schockierten der kleinwüchsige Osterritter und sein fünf Köpfe größerer Partner Schunck „Behindertenfunktionäre in ganz Deutschland“. Ihr Programm „Drei Meter Spaß und Satire“ wurde am 20. November 1997 in den WDR-Mitternachtsspitzen ausgestrahlt, und das Nachfolgeprogramm „Über kurz oder lang“ ist laut der Rezensentin „ausgesprochen popmodern und bedient sich fröhlich aller Stilmittel der bunten Medienwelt, um diese im gleichen Atemzug zu hinterfragen“.
Schunck trat auch mit seinem Kollegen Marius Jung auf. Spielorte des Programms „Jenseits von Afrika“ waren  1993 u. a. das Unikum Oldenburg oder ein Sportclub in Alfter. Mit dem Programm „Chefarzt im Bus“ stand Schunck 1996 gemeinsam mit Christian Macharski im Studio-Theater in Saarbrücken auf der Bühne, aber auch solo in Unikum Oldenburg.
Osterritter und Schunck initiierten gemeinsam die Bonner Kabarett-Reihe Nachtfieber im Live-Club Harmonie, die bis heute zu den erfolgreichsten Sprungbrettern des kabarettistischen Nachwuchses in Deutschland zählte. Nach dem Tod Osterritters 1999 führte Schunck die Reihe zunächst weiter, seine Bühnenengagements nahmen jedoch ab. Dank seiner Kontakte zur Comedy-Szene war er als Autor für verschiedene TV-Formate und andere Kabarettisten tätig.
Am 17. August 2001 starb Schunck an den Folgen eines Gehirntumors. Bei seiner Beisetzung am 22. August auf dem Friedhof von Bonn-Endenich waren Kollegen und Weggefährten zugegen.